# Ambrogio Sansedoni
Ambrogio Sansedoni (Siena, 16 aprile 1220 – Siena, 20 marzo 1286) è stato un religioso italiano.
Sacerdote dell'ordine dei frati predicatori, il suo culto come beato fu concesso da papa Eugenio IV alla città di Siena e alla provincia romana del suo ordine nel 1443.

## Biografia
Nato da una nobile famiglia senese, non fu accolto dai genitori a causa di una sua deformità e fu affidato alle cure di un'umile donna: dopo un anno guarì mentre si trovava nella chiesa domenicana della Maddalena e fu riammesso in famiglia. Vestì l'abito religioso nell'ordine domenicano il 16 aprile 1237 e nel 1245 fu inviato a studiare a Parigi. Nel 1248 fu inviato a Colonia come discepolo di Alberto Magno ed ebbe come compagni di studio Tommaso d'Aquino e Pietro di Tarantasia.
Dopo cinque anni tornò a Parigi per insegnare, ma rifiutò il titolo di maestro. Fu inviato in Germania per svolgere una missione di pace dopo la condanna di Federico II di Svevia decretata nel concilio di Lione nel 1245. Rientrò in Italia nel 1265. Svolse opera di pacificazione a Siena e ottenne da papa Clemente IV la revoca dell'interdetto lanciato contro la città a causa dell'appoggio senese a Manfredi di Sicilia.
A lui si rivolse anche Corradino, sconfitto e preso prigioniero a Tagliacozzo, perché intercedesse per lui presso il pontefice: Sansedoni ottenne l'assoluzione dalla scomunica, ma Corradino fu ugualmente decapitato a Napoli da Carlo I d'Angiò. Fu chiamato per insegnare teologia a Roma e fu maestro del Sacro Palazzo. Fu inviato a ristabilire la pace tra Genova e Venezia, Firenze e Pisa e a predicare la crociata contro i saraceni. Morì a Siena mentre predicava la quaresima del 1286.

## Il culto
A Siena se ne celebrava la festa sin dal 1288 e sin dalla metà del Cinquecento a Siena si correva un palio in suo onore; il governo della Repubblica stanziò una somma per erigergli una cappella e il 20 marzo la Signoria si recava in San Domenico a rendergli omaggio; sulla facciata del duomo fu collocata la sua statua a mezzo busto con il modello della città in mano.
Papa Onorio IV fece avviare un'inchiesta in vista della sua canonizzazione; papa Eugenio IV, con breve del 16 aprile 1443, concesse di celebrare la sua festa a Siena e alla provincia romanae dell'ordine domenicano (facoltà estesa a tutto l'ordine domenicano da papa Gregorio XV nel 1622).
Il 26 febbraio 1597 papa Clemente VIII fece inserire il suo elogio nel Martirologio Romano. Il suo elogio si legge nel Martirologio Romano al 20 marzo.